# やす
やす（本名：藍木 靖英〈あいき やすひで〉、1969年〈昭和44年〉11月18日 - ）は、日本のお笑い芸人、俳優。お笑いコンビ・ずんのツッコミ担当。相方は飯尾和樹。浅井企画所属。

## 来歴・人物
宮崎県児湯郡高鍋町出身。宮崎日本大学高等学校卒業。国際武道大学中退。
1992年、飯田英明 と「ヘーシンク」を結成し、活動していたが解散となった。その後、2000年に1年先輩の飯尾と「ずん」を結成し、その地味さからその年の『カンコンキンシアター』のサブタイトルが「飯尾より地味なヤツ入りました」にされた。
当初は相方の飯尾の単独活動が多かったためテレビ出演がほとんどなかったが、2004年元日放送の『平成あっぱれテレビ』（日本テレビ系）の「芸人柔道王決定戦」にて柔道二段の腕を披露して優勝し、同番組に出演していた三村マサカズ（さまぁ〜ず）が「ずんのやす!」と変な掛け声で煽ったことがきっかけで人気が出る。その後、『内村プロデュース』（テレビ朝日系）に出演するたびにつかみネタにされている。ちなみに柔道は学生時代に九州大会でベスト8になる実績を残しており、大学にも柔道による特待生として入学している。
正月特番での芸人柔道大会で優勝して得たお年玉100万円を出演者に「縁起物ですから」と配って回り、先輩の芸人には「奥様へ」と言ってやはり配って回ったという逸話がある。
やすが番組出演時に着用している柔道着には「ずんのやす トークライブ」と刺繍されている。店頭で「ずん」とネーム入れを頼む際に、ずんのトークライブのチラシを見ながら説明したため店員が間違って「トークライブ」の部分まで刺繍してしまったことがある。しかし、結構高価な柔道着であるため泣く泣く着用している。
『爆笑レッドカーペット』出演時には俳優の高橋克実のモノマネをしていた。
2012年2月2日、フジテレビの『とんねるずのみなさんのおかげでした』の企画で新潟県内のスキー場での収録中にゲレンデを水上スキー用のゴムボートで走行、スピードが出過ぎていたため雪で作った停止点で止まることができず、その先のトタンに腰を強打し腰の骨を折るケガをした。
やすは全身麻痺で体は殆ど動かせず、一時は復帰も絶望視されていたがその後順調な回復を見せ、2012年8月3日公演の舞台『カンコンキンシアター クドい！』にて仕事復帰することが、やすの所属する浅井企画のホームページで告知された。2012年12月6日放送の『とんねるずのみなさんのおかげでした』のコーナー「とんねるずを泊めよう!」でテレビ出演の復活を果たした。以降は石橋貴明がやすを見て「誰だっけ?」ととぼけると、やすが「一番忘れちゃいけない人でしょ」と突っ込む流れができた。
2018年10月13日放送のテレビ東京の『出川哲朗の充電させてもらえませんか?スペシャル』で電動バイクに乗るはずだったが、いつもは財布に入れてある運転免許を自宅へ忘れ、出川が宿泊した施設から借りた自転車で出演した。
2020年8月23日にX（当時はTwitter）を開始（正確には再開）している。
2020年11月18日、新型コロナウイルスへの感染を公表、同年12月4日に活動再開を報告した。
実家は出身地高鍋町の隣の川南町で大漁旗等ののぼり旗を作るアイキ旗店を経営している。

### 柔道関連
フジテレビの『とんねるずのみなさんのおかげでした』内の「細かすぎて伝わらないモノマネ選手権」では、「空手技を試みるも失敗し、無理やりやろうとする師範代シリーズ」を演じ、好評を博している。第4回大会優勝者（選考理由は上記の刺繍のいきさつとの噂も）でもある。
ウド鈴木（キャイ〜ン）も有段者だが、柔道ネタをふられると「やすさんには敵わないです！ 神のような人です！」と言い、相方の天野ひろゆきも「あの人、九州大会で優勝してるんです。」と笑いながら答えている。
テレビ朝日の『虎の門』の柔道シリーズでは「サンタ柔道チャンピオン」「フレッシュマン柔道大会」「ケンカ柔道王」のいずれも優勝し3連覇を成し遂げる。これは、大会名に関したオリジナルの柔道着（例えばケンカ柔道王では特攻服を模したもの）を着用して柔道を行うというもの。ケンカ柔道王では他の出場者でもあるつぶやきシロー、有吉弘行、佐田正樹（バッドボーイズ）はヤンキーのようなメイクをし、メンチ切りをしていたのだが、やすだけは「ケガのないようにしたいと思います」とにこやかに抱負を述べた。しかしシリーズ第4弾となった「おばけ柔道大会」では準決勝にて福島善成（ガリットチュウ）に敗れ、やすの4連覇とはならなかった。
テレビ東京の『やりすぎコージー』の「やりすぎ格闘王決定戦」では同大会2連覇の前歴を持ち、格闘家芸人の異名を持つアキ（バイキング）から勝利をおさめ、決勝戦で有酸素運動マンと対戦して勝利し、同大会初制覇を果たしている。
たまに元柔道家の篠原信一のモノマネを行うことがある。テレビ朝日の『お試しかっ!』で披露した際はタカアンドトシと関根勤にはウケたが、その時点ではマイナーなせいか、一般審査員の反応はイマイチだった。のちに篠原がタレントに転身したため、モノマネを披露する機会は増えている。
篠原のものまねで大分県出身の世界柔道金メダリストでロンドンオリンピック日本代表の穴井隆将のことを指導する場面があり、「穴井！穴井！」と呼びながら次第に白熱すると、やすが「隆将！！」と名前で呼ぶところを真似したことがある。

## 出演

### テレビ
- 内村プロデュース（テレビ朝日）
- 踊る!さんま御殿!!（日本テレビ）
- とんねるずのみなさんのおかげでした（フジテレビ）
- やりすぎコージー（テレビ東京）
- ごきげんよう（フジテレビ） - 当初は2014年2月13・14・17日の3日間、相方の飯尾のみゲスト出演予定だったが飯尾がインフルエンザ感染で17日分放送分のみ欠席したため、やすが代理出演している。
- イチから住 〜前略、移住しました〜（テレビ朝日）
- 正直さんぽ「正直女子さんぽ」（フジテレビ）
- まるごと（静岡第一テレビ、2015年4月 - 2018年3月） - 月曜日出演
- さんまのお笑い向上委員会（フジテレビ、2015年 - ）
- わけもん！！（MRT宮崎放送）県内を訪ね歩くロケコーナー「郵便番号の旅」に出演
- ゆうがたGet!（テレビ信州、2020年 - 2024年6月） - 水曜日コーナー「ずんマンモウ」に、元相方の飯田と出演。

### ラジオ
- コサキンDEワァオ!（TBSラジオ）

### テレビドラマ
- 水曜ミステリー9 刑事・ガサ姫〜特命・家宅捜索班〜2（2013年5月8日、テレビ東京） - 吉沢 役
- 三匹のおっさん2〜正義の味方、ふたたび!!〜 第2話（2015年5月1日、テレビ東京） - 屋台の店主 役
- キワドい2人 -K2- 池袋署刑事課 神崎・黒木 第2話（2020年9月18日、TBS） - 陳健三 役
- #コールドゲーム（2021年6月6日 - 7月24日、東海テレビ・フジテレビ） - 木村隆 役[7]
- クライムファミリー（2023年4月12日 - 5月3日、フジテレビ） - 城築 役[8]
- おいしい給食 season3（2023年10月 - 12月、テレビ神奈川ほか） - 竹本 豊 役
- 下剋上球児 第9話・最終話（2023年12月10日・17日、TBS） - 自治会長 役
- 特捜9 season7 第2話（2024年4月10日、テレビ朝日） - 岩瀬克己 役
- 花咲舞が黙ってない 第3シリーズ 第1話（2024年4月13日、日本テレビ） - 本間 役[9]
- ザ・トラベルナース 第2シリーズ 第6話（2024年11月28日、テレビ朝日） - 六平拓 役
- 物産展の女〜宮崎編〜 前編（2025年1月9日、テレビ東京） - 村上 役[10]
- 家政夫のミタゾノ 第7シーズン 第1話（2025年1月14日、テレビ朝日） - 令子の同窓生 役[11]
- シバのおきて〜われら犬バカ編集部〜（2025年9月30日〈予定〉 - 、NHK総合）[12]

### 配信ドラマ
- あなたに聴かせたい歌があるんだ 第6話（2022年5月20日、Hulu） - 司会者 役

### 映画
- GOEMON（2009年5月1日公開、紀里谷和明監督） - 群衆 役
- ロストケア（2023年3月24日公開、前田哲監督）[13][14]
- ブルーピリオド（2024年8月9日公開、萩原健太郎監督） - 矢口行信 役[15]

### CM
- BOAT RACE振興会「ハートに炎を。BOAT is HEART」（2020年）[16]  - インターネット限定のスピンオフエピソードに助演。 飯尾和樹・武田玲奈と共演。

### インターネットテレビ
- からみ!（ニコジョッキー） - 月1レギュラー